# Szabó Zoltán (katona)
Kisjolsvai Szabó Zoltán (Kebeleszentmárton, 1858. július 18. – Arad, 1934. november 3.) magyar katona, vezérőrnagy, politikus.

## Politikai szerepe
1875-ben kezdte meg katonai tanulmányait a bécsújhelyi Katonai Akadémián, amit 1879. április 24-én végzett el.
Az első világháborúban különböző gyalogsági egységeket vezetett, majd 1918. május 18-án vezérőrnaggyá léptették elő, és a 216. önálló honvéd gyalogdandár parancsnokává nevezték ki. 1918 augusztusában a dandár Dél-Romániában tartózkodott, megszálló erőként Olténiában állt, Slatina, Caracal és Corabia körzetében. Szeptemberben azonban visszavonták Kelet-Erdélybe.
Október 31-én, az őszirózsás forradalom után Károlyi Mihály „forradalmi népkormánya” Szabó vezérőrnagyot Erdély katonai parancsnokává nevezte ki.
A Magyarországi Tanácsköztársaság idején gr. Károlyi Gyula miniszterelnök vezetésével Aradon 1919. május 5-én megalakult emigráns kormány honvédelmi minisztere lett. Amikor a kormány május 30-án Szegedre tette át székhelyét, a román katonai vezetők feltartóztatták Szabót, nem engedték tovább, így helyét június 6-án Horthy Miklós vette át.
Szabó Zoltánt a román hadsereg vezetése Craiovába internálta.